# René Queyroux
René Queyroux, né le 22 décembre 1927 à Halluin et mort le 10 août 2002 à Lyon, est un escrimeur français ayant comme arme l'épée.

## Carrière
René Queyroux participe aux épreuves individuelles et par équipe d'épée lors des Jeux olympiques d'été de 1956 à Melbourne. En individuel, il se classe sixième tandis qu'avec l'équipe de France, il décroche la médaille de bronze.